# Guillaume Tell (1795)
Guillaume Tell – francuski okręt liniowy zbudowany w końcu XVIII wieku w porcie w Tulonie. Nazwa okrętu odwołuje się do legendarnej postaci Wilhelma Tella.
Jest to piąty egzemplarz z serii 35 okrętów typu Tonnant. Odbył krótką służbę w marynarce francuskiej (Marine nationale), m.in. udało mu się przetrwać bitwę pod Abukirem (1798) (nie uczestniczył w walce; jego dowódcą w dniu bitwy był kpt. Saulnier). Następnie stacjonował na Malcie i uczestniczył w obronie Malty.
W 1800 roku na Malcie wpadł w ręce Brytyjczyków. Po odnowieniu służył przez 40 lat w Royal Navy, uczestnicząc m.in. w 1805 roku w bitwie u przylądka Finisterre oraz blokadzie portów francuskich w 1806.
Jego uzbrojenie stanowiły 84 działa.